# Hikov zakon
Hikov zakon ili Hik—Hajmanov zakon, nazvan je po britanskim psiholozima Vilijamu Edmundu Hiku i Reju Hajmanu. Opisuje vreme koje je čoveku potrebno da donese odluku, kao rezultat mogućih izbora koje ima. Povećanjem broja izbora logaritamski se povećava vreme donošenja odluka. Hikov zakon procenjuje kapacitet kognitivne informacije u eksperimentima gde postoji izbor reakcije. Količina vremena za koje se obradi određena količina bitova naziva se stopa priraštaja informacije.
Za Hikov zakon se ponekad kaže da opravdava odluke dizajna menija. Primenjivanje modela na menije mora se uraditi sa posebnom pažnjom. Na primer, da bi se našla data reč (npr. ime komande) u nasumice poređanoj listi reči (npr. meniju), potrebno je brzo pregledati svaku reč, trošeći linearno vreme, tako da se Hikov zakon ovde ne može primeniti. Međutim, ako je lista reči data u abecednom redu, korisnik će biti u stanju da koristi strategiju podele na manje delove, koja će zahtevati logaritamsko vreme. Naravno, dobro dizajnirani podmeniji dozvoljavaju automatsko deljenje.
Još jedna situacija je kada korisnik ne zna tačno ime komande koju traži u meniju, ali može je prepoznati kada je vidi. U ovom slučaju, korisnik može ali i ne mora da koristi traženje strategijom podele na manje delove, u zavisnosti od delova na koje su predmeti u meniju kategorizovani i koliko dobro korisnik može koristiti kategorije kako bi ubrzao potragu.

## Istorija
1868. godine Franciskus Donders je izložio odnos između višestrukih stimulusa i vremena izbora reakcije. 1885 godine, J. Merkel je otkrio da je vreme odziva duže kada stimulus pripada većem skupu stimulusa.
Psiholozi su počeli da uviđaju sličnosti između ovog fenomena i Teorije informacije .
Hik je prvi počeo da eksperimentiše sa ovom teorijom 1951. godine. Njegov prvi eksperiment se sastojao od 10 lampica sa odgovarajućim tasterima za Morzeovu azbuku. Lampice bi se nasumično uključile svakih pet sekundi. Vreme izbora reakcije zabeleženo je brojem izbora u rasponu od 2 - 10 lampica. 
Hik je obavio drugi eksperiment koristeći isti zadatak, zadržavajući broj alternativa na 10. Učesnik je obavio zadatak prva dva puta sa uputstvom da ga izvrši što je tačnije moguće. Za poslednji zadatak, učesniku je traženo da izvrši zadatak što je brže moguće.
Hik je tvrdio da je odnos između vremena reakcije i broja izbora - logaritamski. Hajman je želeo da bolje razume odnos između vremena reakcije i broja izbora, pa je u eksperimentu postavio 8 različitih lampica raspoređenih u 6x6 matricu. Svaka od ovih lampica je dobila ime, pa je učesniku mereno vreme koje mu je bilo potrebno da izgovori ime lampice nakon što je osvetljena. Hajman je odgovoran za utvrđivanje linearne veze između vremena reakcije i prenošenja informacija .

## Zakon
Ako je n jednako verovatan izbor, prosečno vreme reakcije T potrebno da se izabere od mogućih izbora je približno:
{\displaystyle T=b\cdot \log _{2}(n+1)}
gde je b konstanta koja se može empirijski odrediti postavljanjem linije na merene podatake. 
Logaritam izražava dubinu "izbora stabla" hijerarhije - log2 ukazuje da je binarna pretraga izvršena.
U slučaju izbora sa nejednakim verovatnoćama zakon se može uopštiti kao:
{\displaystyle T=bH}
gde je H entropija odluke Teorije informacije koja se definiše kao:
{\displaystyle H=\sum _{i}^{n}p_{i}\log _{2}(1/p_{i}+1)}
gde se pi odnosi na verovatnoću i-te alternative koja donosi informaciju teorije entropije.
Hikov zakon je sličan Fitsovom zakonu po formi. Hikov zakon ima logaritamsku formu jer ljudi dele ukupan broj izbora u kategorije, eliminišući time oko polovine preostalih izbora na svakom koraku, radije nego uzimajući u obzir svaki izbor jedan po jedan, što bi zahtevalo linearno vreme.

## Povezanost sa
E. Rot (1964) je pokazao povezanost između IQ i brzine obrade informacija, koja je recipročna nagibu funkcije:
{\displaystyle {\text{Vreme reakcije}}={\text{Vreme pokreta}}+{\frac {\log _{2}(n)}{\text{Brzina obrade}}}}
gde je n broj izbora. Vreme koje je potrebno za dostizanje odluke je :
{\displaystyle {\text{Brzina obrade}}\cdot \log _{2}(n)}

## Kompatibilnost stimulusa i odgovora
Kod Hikovog zakona poznato je da kompatibilnost stimulus-odgovor takođe utiče na izbor vremena reakcije. To znači da odgovor treba da bude sličan samom stimulusu (kao što je okretanje volana da bi se okrenuli točkovi automobila). Akcija koju korisnik obavlja je slična odgovoru koji vozač dobija od automobila.

## Literatura
- Cockburn, Andy; Gutwin, Carl; Greenberg, Saul (28. 4. 2007). „A predictive model of menu performance” (PDF). Proceedings of the SIGCHI conference on Human factors in computing systems. San Jose, California.
- Hick, W. E. (1. 3. 1952). „On the rate of gain of information” (PDF). Quarterly Journal of Experimental Psychology. 4 (1): 11—26. doi:10.1080/17470215208416600.
- Hyman, R (1953). „Stimulus information as a determinant of reaction time”. Journal of Experimental Psychology. 45 (3): 188—96. PMID 13052851. doi:10.1037/h0056940.
- Rosati, L. (24. 10. 2013). „How to design interfaces for choice: Hick-Hyman law and classification for information architecture”.  Ур.: Slavic, A.; Salah, A.; Davies, C. Classification and visualization: interfaces to knowledge: proceedings of the International UDC Seminar. The Hague, The Netherlands. стр. 125—138. ISBN 978-3-95650-007-7.
- Roy, Q.; Malacria, S.; Lecolinet, E.; Guiard, Y.; Eagan, J. (27. 4. 2013). „Augmented Letters: Mnemonic Gesture-Based Shortcuts”. Proceedings of the SIGCHI conference on Human factors in computing systems. Paris, France. doi:10.1145/2470654.2481321.
- Seow, Steven C. (2005). „Information Theoretic Models of HCI: A Comparison of the Hick–Hyman Law and Fitts' Law”. Human–Computer Interaction'. 20 (3): 315—352. doi:10.1207/s15327051hci2003_3.
- Welford, Alan T. (1968). Fundamentals of Skill. Methuen, Massachusetts. стр. 61—65.
- Card, Stuart K.; Moran, Thomas P.; Newell, A. (1983). The Psychology of Human–Computer Interaction. Hilldale, London: Lawrence Erlbaum.